# Городок (Вязьма-Брянское сельское поселение)
Городо́к — упразднённое село в Вяземском районе Смоленской области России. Входило в состав Вязьма-Брянского сельского поселения. В 2011 году включено в состав села Вязьма-Брянская и исключено из учётных данных.

## География
Располагался в восточной части области в 3 км к юго-востоку от Вязьмы, в 2 км восточнее автодороги Р132 Вязьма — Калуга — Тула — Рязань, на берегу реки Утка. В 1,5 км восточнее посёлка расположена железнодорожная станция Вязьма-Брянская на линии Вязьма — Калуга; в непосредственной близости остановочный пункт "5 км".

## История
Был построен в качестве военного городка для выведенной из ГДР военной части в 1995 году.
В 2004 году был изменен статус населённого пункта с посёлка на село.
29 апреля 2011 года включено в состав села Вязьма-Брянская.

## Население
| 1998 | 2002  |
| ---- | ----- |
| 4639 | ↘3693 |

При проведении переписи 2010 года население села учтено в составе Вязьмы-Брянской.

## Достопримечательности
Военный аэродром.